# Ptiliodes pulchellus
Ptiliodes pulchellus är en skalbaggsart som beskrevs av Scott 1908. Ptiliodes pulchellus ingår i släktet Ptiliodes och familjen fjädervingar. Inga underarter finns listade i Catalogue of Life.